# Radnice a škola v Bubenči
Radnice a škola v Bubenči je dvojice spojených budov, stojící na Krupkově náměstí 4–5, v Praze 6 – Bubenči, severně od kostela sv. Gotharda. Od roku 2008 jsou chráněny jako kulturní památka.

## Historie
Roku 1765 se připomíná pustá chalupa, kterou doktor práv Karel Josef Dont prodal Václavu Dlouhému (-Langerovi), který dal postavit dům čp. 8, obývaný učitelem Josefem Luverem, dále zde bydlela obchodnice s mlékem, teprve roku 1794 koupil domek v dražbě rychtář Jan Helcl, aby na podnět zdejšího faráře založil triviální školu. Když byla roku 1889 postavena velká moderní budova školy v dnešní Wolkerově ulici čp. 40, začala starou školu užívat obec Bubeneč jako svůj úřad. Nedostatek místa a potřeba reprezentace pro rychle rostoucí obec, povýšenou roku 1904 na město, vedla k projektu nové budovy. V čele městské rady tehdy stál majitel papírny a císařský rada Raimond Kubík, v letech 1886–1912 bubenečský starosta. 
Stavba byla dokončena a slavnostně otevřena 27. listopadu 1905. Plány na úpravu radní síně jsou však datovány rokem 1906. Je pravděpodobné, že v připomínkovém řízení do nich zasahoval druhý člen městské rady, stavitel Alois Potůček. 
V roce 1909 byla vedle radnice přistavěna budova obecných a měšťanských škol. Po připojení Bubenče k městu Praha v roce 1922 byla radnice zrušena. Později celou budovu obsadila obchodní akademie, která je tam dosud. 

## Budova
Plány první novostavby podepsal stavitel Václav Ort, jejich provádění se ujal stavitel Jindřich Frolík, sochařskou a štukatérskou výzdobu prováděla firma Riedl, Popp & Mayer z Královských Vinohrad, v níž byl vůdčím designérem sochař Antonín Popp. Také druhou budovu obecných a měšťanských škol navrhl Václav Ort.
Spojená čtyřkřídlá budova má dva vchody. Radniční portál zdobí dvojice erbů s personifikací Čech a Moravy. Školní portál v nadpraží zdobí ženská hlava v květinovém věnci. Budova má pro svou dobu typickou eklektickou fasádu s dekorativními architektonickými články: novorenesančními (štíty s obloučkovým vlysem, arkýř), barokními (lucerna věže se zvonici) a secesními (sochařská výzdoba portálů, reliéfy na fasádě posledního patra, zábradlí schodiště). Mezi okny na jižní fasádě jsou dva figurální reliéfy: dívka s kladivem a chlapec v kroji. 

## Galerie

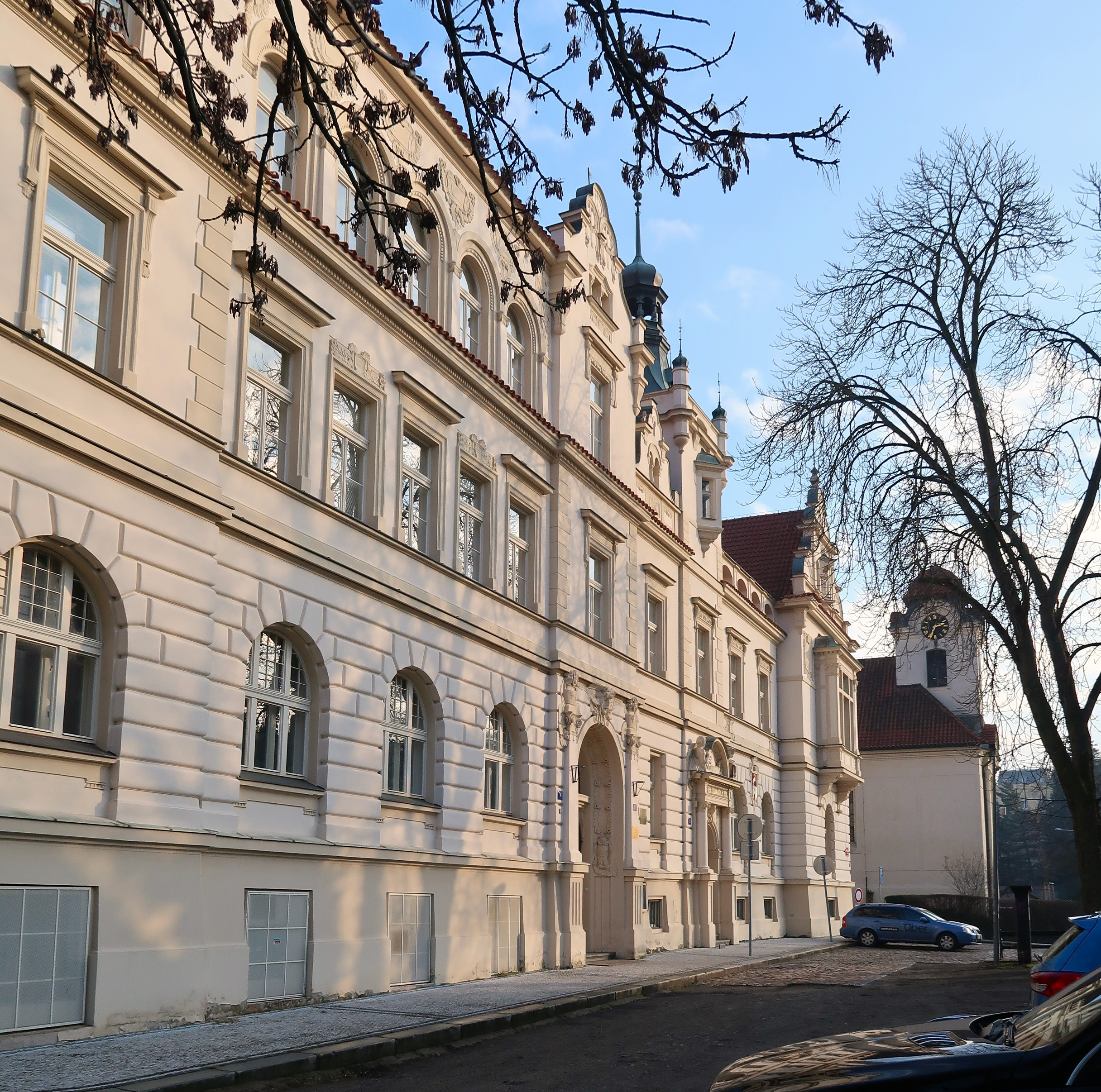
Škola a kostel sv. Gottharda
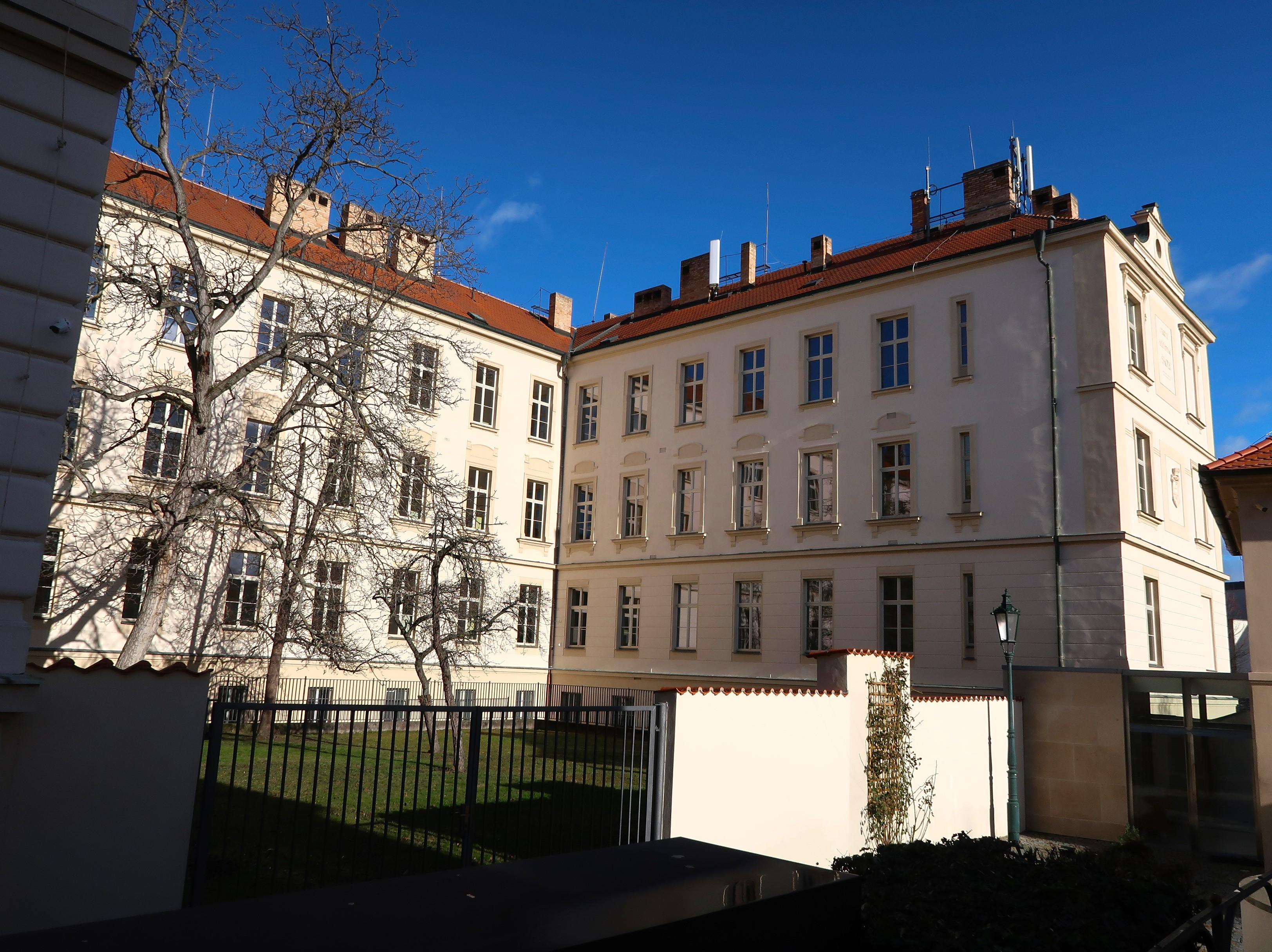
Jižní křídlo a dvůr školy
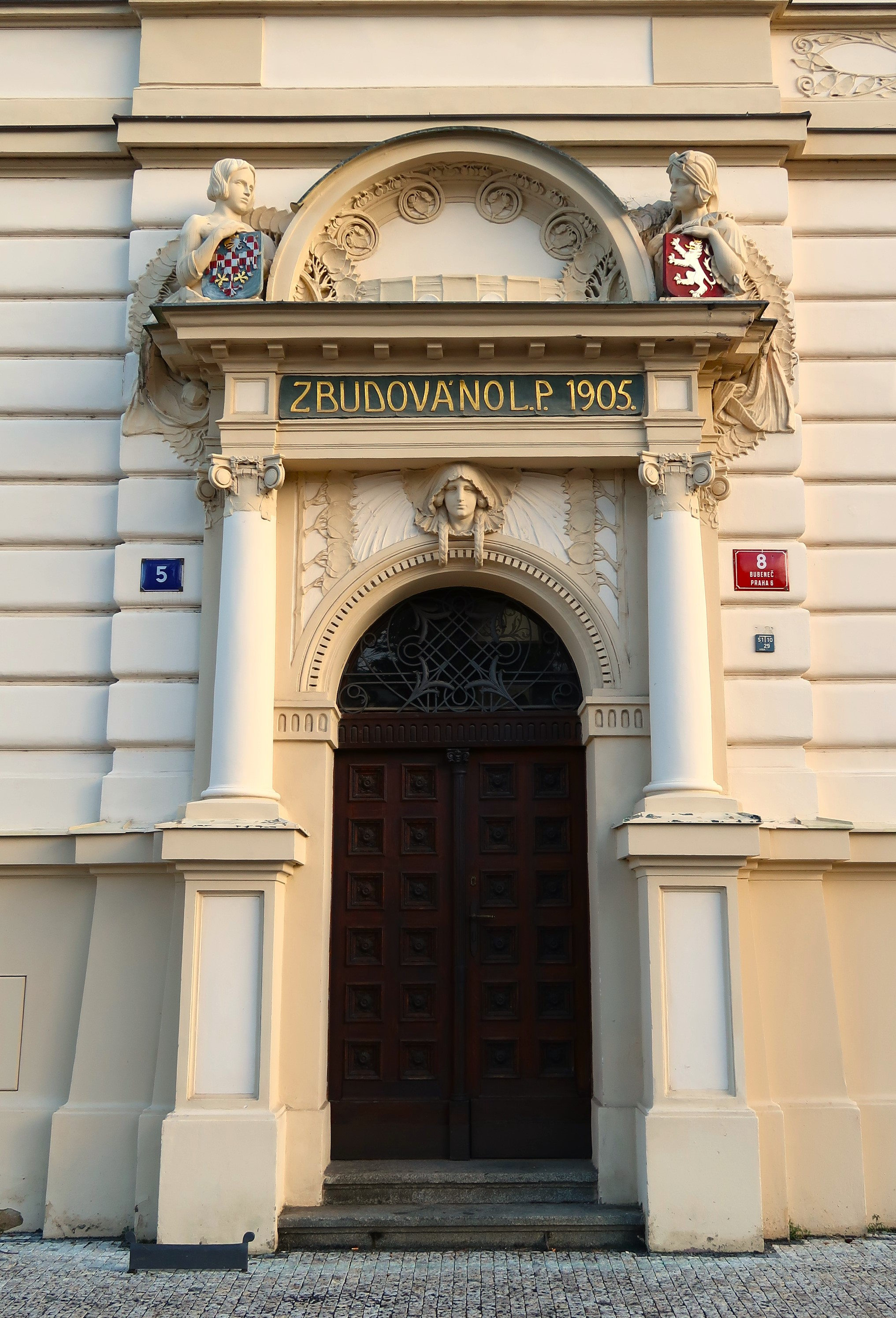
Portál radnice
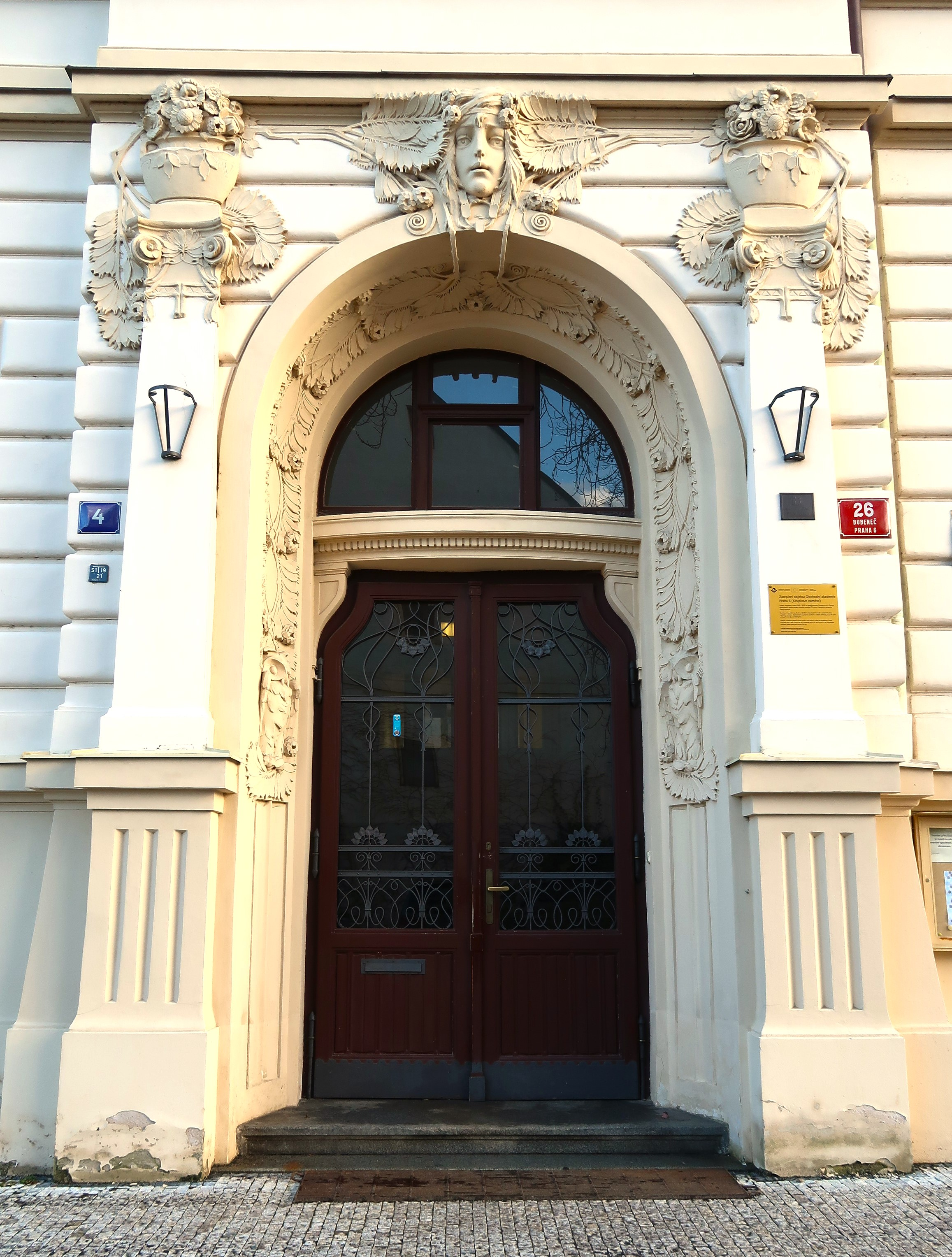
Portál školy
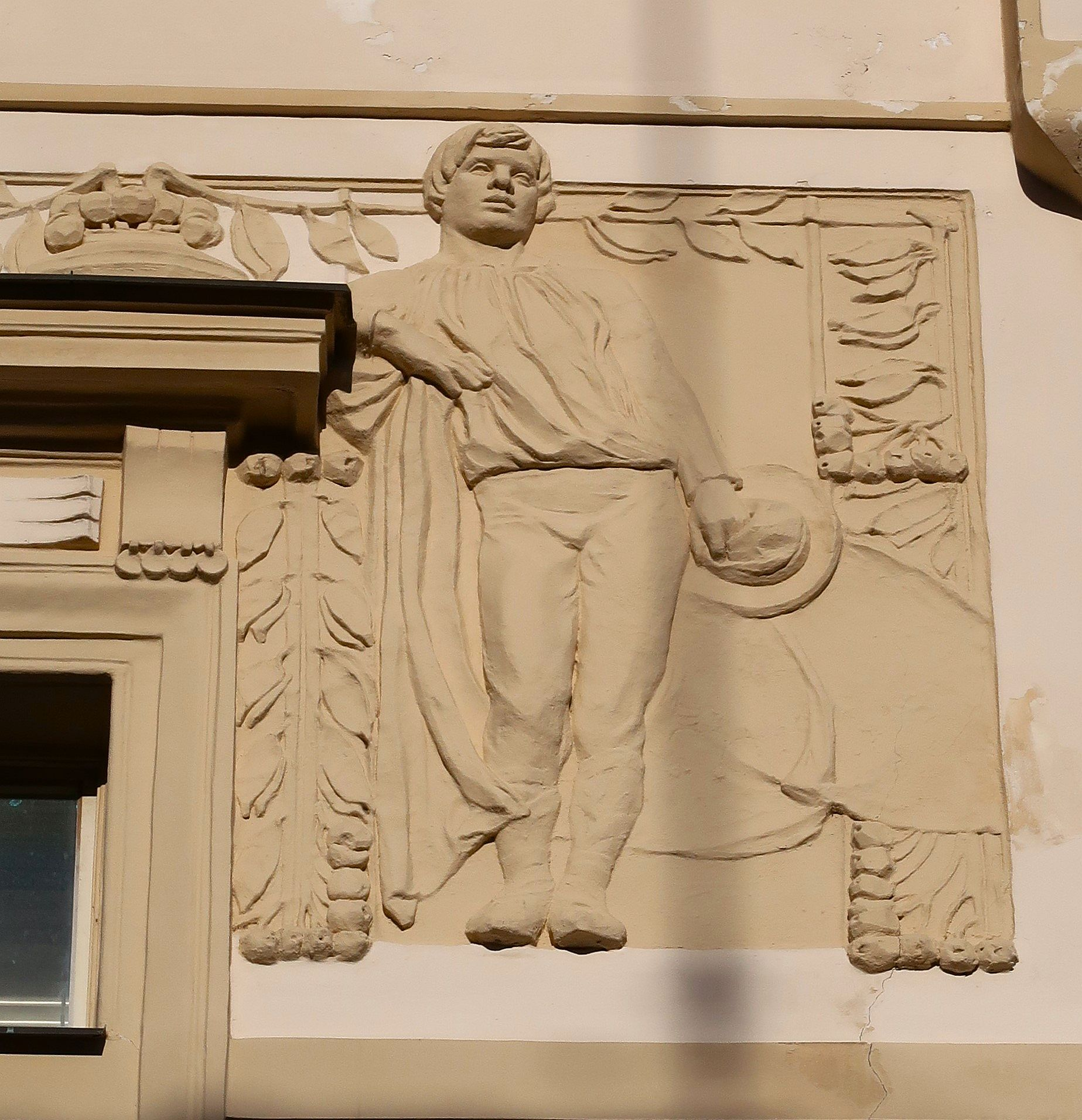
Vlys na fasádě
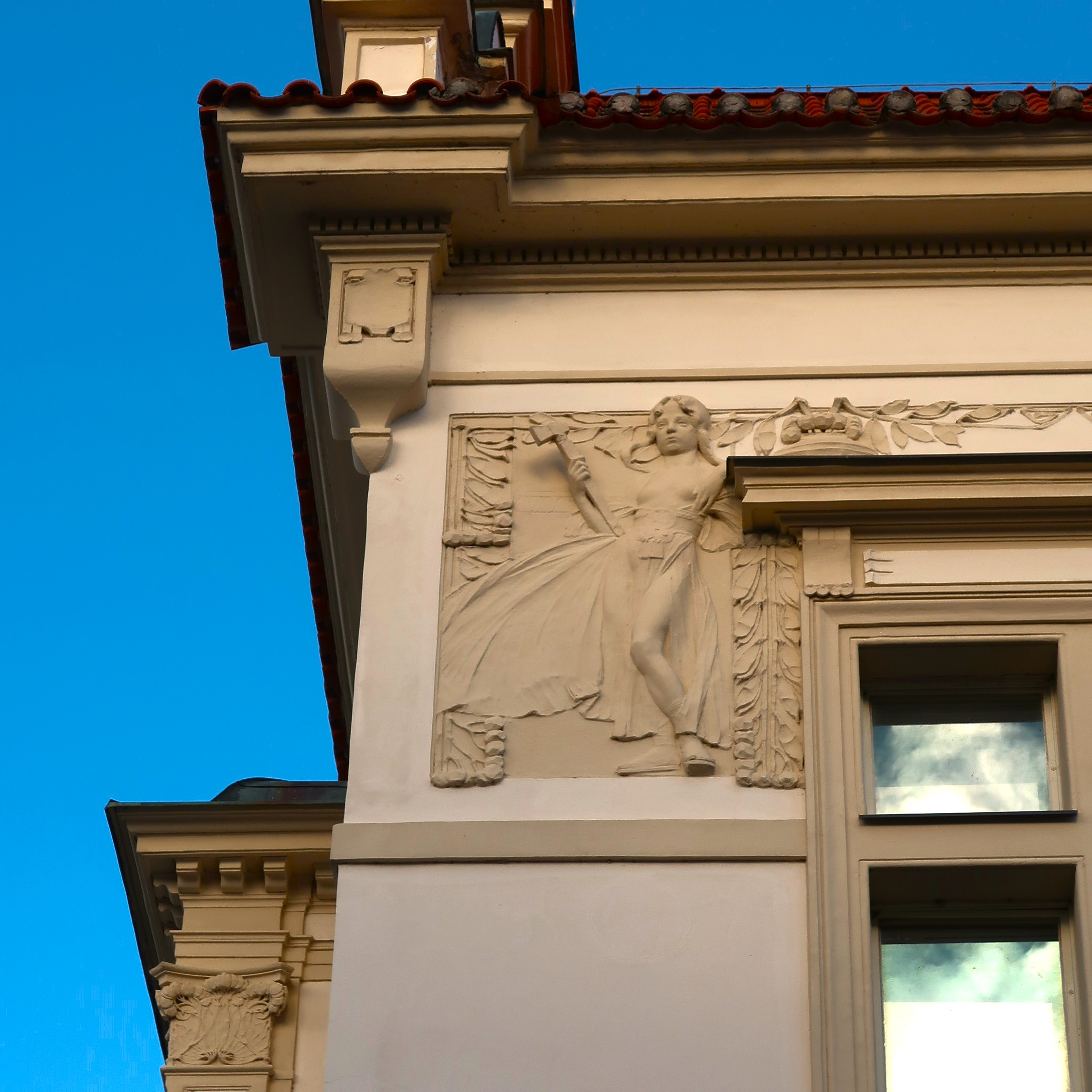
Vlys na fasádě